# Håkon Jarvis Westergård
Håkon Jarvis Westergård, född den 24 september 1992, är en norsk orienterare som ingick i silverlaget i sprintstafett vid VM 2015.